# Система управления пакетами
Система управления пакетами (также иногда «менеджер пакетов» или «пакетный менеджер») — набор программного обеспечения, позволяющего управлять процессом установки, удаления, настройки и обновления различных компонентов программного обеспечения. Системы управления пакетами активно используются в различных дистрибутивах операционной системы Linux и других UNIX-подобных операционных системах.
Программное обеспечение представляется в виде особых пакетов, содержащих, помимо дистрибутива программного обеспечения, набор определённых метаданных, которые могут включать в себя полное имя пакета, номер версии, описание пакета, имя разработчика, контрольную сумму, отношения с другими пакетами. Метаданные сохраняются в системной базе данных пакетов.
Некоторые известные системы управления пакетами для операционных систем: 
- RPM и yum (система управления пакетами Red Hat, использующаяся во множестве дистрибутивов Linux, в том числе Fedora, RHEL, ASP Linux, Mandriva, OpenMandriva Lx, openSUSE)
- dpkg и apt (система управления пакетами в Debian и в различных дистрибутивах, основанных на нём, например Ubuntu),
- Pacman (менеджер пакетов в Arch-подобных дистрибутивах),
- Portage (основная система управления пакетами в Gentoo, аналог системы портов FreeBSD),
- Entropy (система управления пакетами в Sabayon Linux),
- PiSi (система управления пакетами, используется турецким дистрибутивом Pardus),
- Image Packaging System (система управления пакетами для OpenSolaris)
- Windows Package Manager (winget)  (система управления пакетами для Windows 10 и Windows 11).

Кроме того, в ряде экосистем вокруг популярных языков программирования созданы собственные менеджеры пакетов, обеспечивающие установку приложений на этих языках и необходимых библиотек, среди таковых Composer (PHP), NPM (JavaScript, менеджер пакетов в составе Node.js), Pip (Python), Gem (Ruby), NuGet (.NET).
Пакеты хранятся в специальном хранилище — репозитории — которое обычно располагается на сервере, находящемся в интернете или же в локальной сети (например, во внутренней сети компании).